# Aleuritopteris duclouxii
Aleuritopteris duclouxii är en kantbräkenväxtart som först beskrevs av Christ, och fick sitt nu gällande namn av Ren-Chang Ching. Aleuritopteris duclouxii ingår i släktet Aleuritopteris och familjen Pteridaceae. Utöver nominatformen finns också underarten A. d. sulphurea.